# Standard Luik (basketbal)
Standard Luik (Frans: Standard Liège) was een Belgische basketbalclub uit Luik. Ze was gelieerd aan de omnisportclub Standard Luik. 

## Historiek
De club werd opgericht in 1923 als Sporting Liège in 1949 smolten Sporting Liège, Athenée  Liège samen tot Royal Sporting Athénée Liège ( R.S.A.L) en werd het stamnummer 1188 toegekend. Einde jaren 60 verkreeg de club stamnummer 1272 en wijzigde haar naam in Société Basket Royal Standard of SBR  Standard . De club is ook bekend onder de naam Standard Boule d'Or, vernoemd naar het gelijknamig sigarettenmerk.
Het herenteam werd driemaal landskampioen en won tevens driemaal de Beker van België. De club bereikte de halve finale in de FIBA European Champions Cup 1968-'69, de kwartfinales van de European Cup Winners' Cup in 1969-'70 en eveneens de kwartfinales in de FIBA European Champions Cup van 1970-'71. Het vrouwenteam werd zesmaal landskampioen en won viermaal de Beker. In 1985 fuseerden  R Standard Boule D'Or Liège en Andenne Leopard  tot Boule D'Or Andenne, dat op zijn beurt in 1986 een fusie aanging met Mariembourg.
Voorzitter was onder meer oudspeler en directeur van Boule d'Or Fernand Rossius.

## Palmares

### Heren
- Belgisch kampioen (3x)
  - 1968, 1970 en 1977
- Beker van België (3x)
  - 1963, 1969 en 1977

### Dames
- Belgisch kampioen (6x)
  - 1961, 1962, 1963, 1964, 1967 en 1968
- Beker van België (4x)
  - 1964, 1965, 1967 en 1970

## Bekende ex-spelers
- René Aerts[7]
- Gaston Deckers
- Jackie Dinkins
- Matt Gant
- Etienne Geerts

- Hubert Gillotay
- André Labeye
- Radivoj Korać[8][9]
- Fernand Rossius

- George Schraepen[10]
- Jean-Luc Selicki
- Willy Steveniers
- Alain Stollenberg